# Knyszyn
Knyszyn – miasto w województwie podlaskim, w powiecie monieckim, nad rzeką Jaskranką, siedziba gminy miejsko-wiejskiej Knyszyn. W latach 1975–1998 miasto administracyjnie należało do woj. białostockiego.
Według danych GUS z 1 stycznia 2024 r. Knyszyn liczył 2643 mieszkańców.
Knyszyn uzyskał lokację miejską w 1538 roku. Był miastem królewskim Korony Królestwa Polskiego, w starostwie knyszyńskim w ziemi bielskiej województwa podlaskiego w 1795 roku.

## Demografia
Według Powszechnego Spisu Ludności z 1921 roku miasto zamieszkiwało 3579 osób, wśród których 2286 było wyznania rzymskokatolickiego, 20 prawosławnego, 38 ewangelickiego, a 1235 mojżeszowego. Jednocześnie 2668 mieszkańców zadeklarowało polską przynależność narodową, 7 białoruską, 27 niemiecką, 876 żydowską i jeden rosyjską. W mieście było 541 budynków mieszkalnych.
30 czerwca 2012 roku miasto liczyło 2851 mieszkańców.

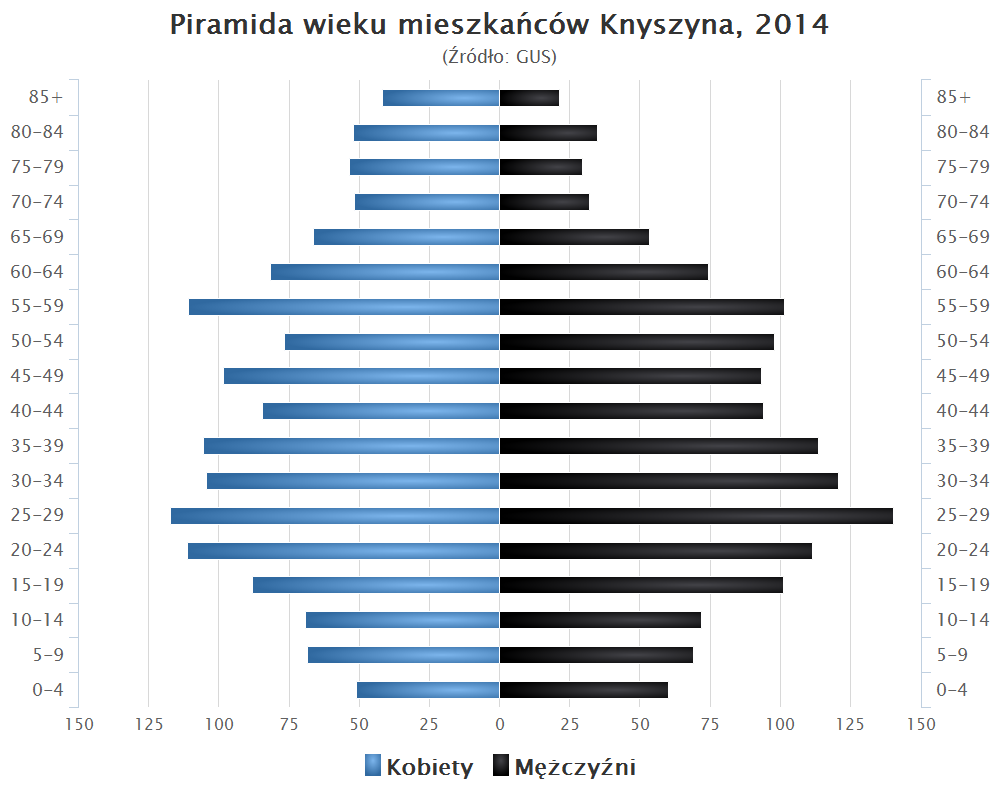
Piramida wieku mieszkańców Knyszyna w 2014 roku

## Historia

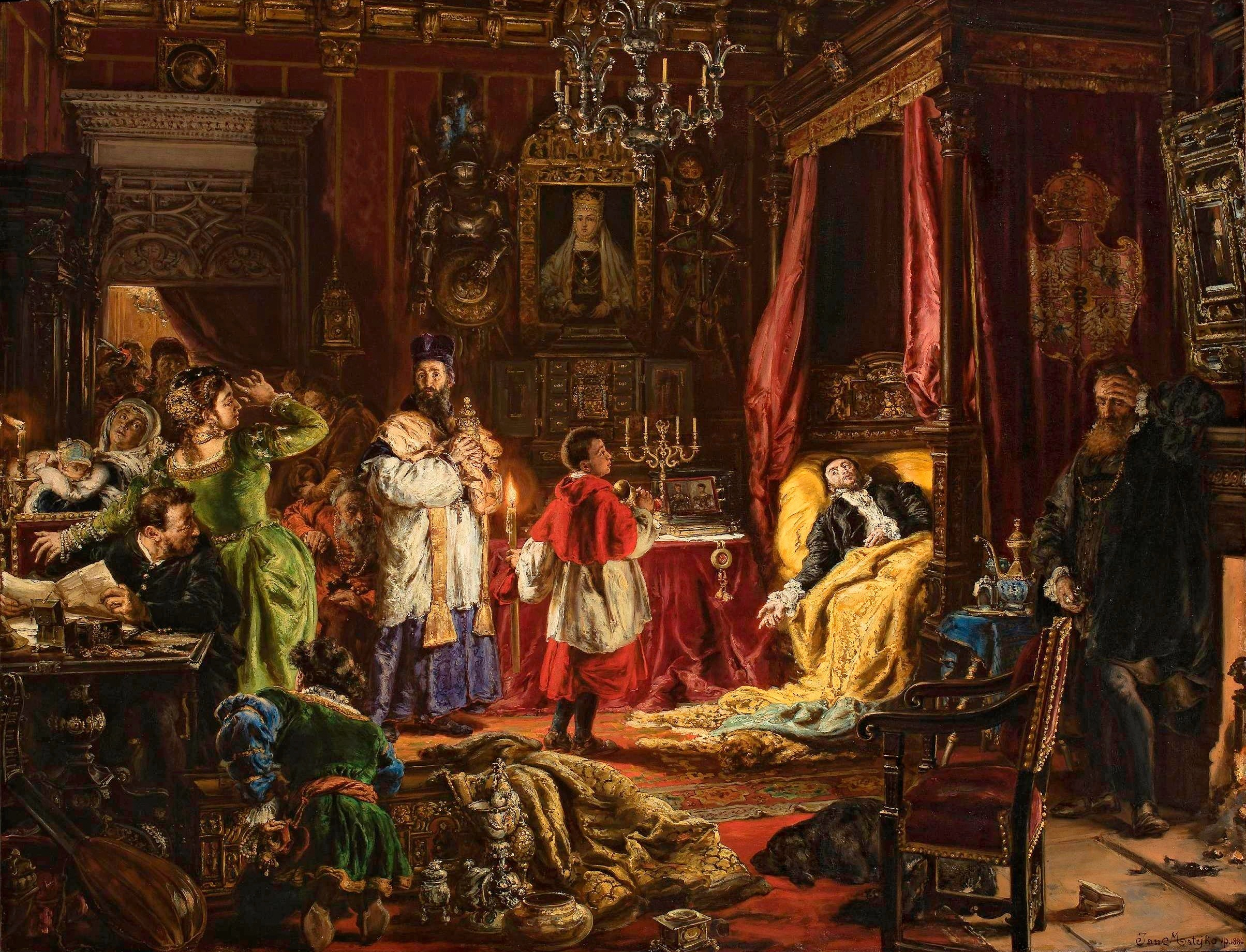
Śmierć Zygmunta Augusta w Knyszynie – obraz Jana Matejki

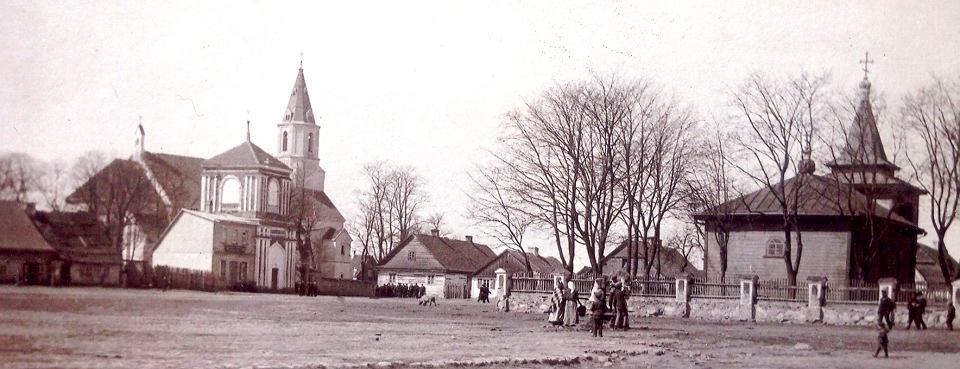
Rynek w Knyszynie w 1913 roku

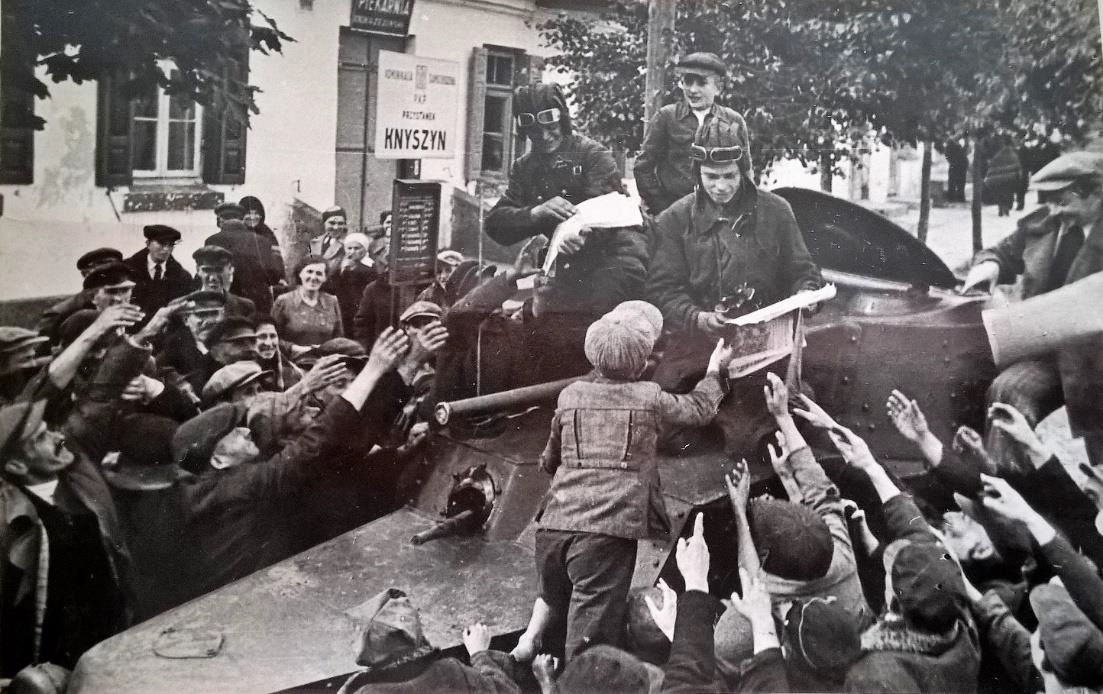
Rosyjscy pancerniacy rozdają gazety propagandowe mieszkańcom Knyszyna po jego zajęciu w 1939 roku

W roku 1568 Knyszyn otrzymał prawa miejskie magdeburskie od króla Zygmunta Augusta. „Czasy Zygmuntowskie” były złotym wiekiem dla Knyszyna. Wybudowano wówczas ratusz na rynku, cerkiew prawosławną, łaźnie, budynek wagi, wybrukowano ulice. Udokumentowanych jest 19 pobytów króla w Knyszynie, łącznie około 500 dni, w latach 1533–1572. W Knyszynie król chętnie wypoczywał, stąd władał Królestwem Polskim i Wielkim Księstwem Litewskim. Podpisał wiele dokumentów m.in. pierwszą w Polsce Ustawę Morską i Leśną. Król Zygmunt August zmarł w Knyszynie 7 lipca 1572 roku. Zdarzenie to na swoim obrazie uwiecznił Jan Matejko.
Społeczność żydowska posiadała w mieście synagogę. Pierwsza, drewniana, spłonęła w 1915 podczas pożaru miasta w trakcie odwrotu wojsk rosyjskich. Usytuowana była przy ulicy Tykockiej. Druga, już murowana, powstała w latach 20. XX wieku. Została wybudowana pomiędzy ul. Grodzieńską, a Starodworną. Po wkroczeniu wojsk radzieckich do miasta, bożnica została zdewastowana i przeznaczoina na magazyn pasz. W latach 1982–1986 została rozebrana.
W lipcu 1941 Niemcy utworzyli w Knyszynie getto dla ludności żydowskiej. Przebywało w nim ok. 2000 Żydów z Knyszyna, Trzciannego, Tykocina i Szczuczyna. Getto zostało zlikwidowane 2 listopada 1942. Większość osób wywieziono do obozu przejściowego w Białymstoku, a ponad 70 rozstrzelano na miejscu.
25 sierpnia 1944 samoloty niemieckie zbombardowały i ostrzelały wioskę. W czasie nalotu zginęło 10 osób. Spłonęły cztery gospodarstwa.

## Transport
- 65 Droga krajowa nr 65: granica państwa – Gołdap – Ełk – Białystok – Bobrowniki – granica państwa
- 671 Droga wojewódzka nr 671: Sokoły – Tykocin – Knyszyn – Korycin – Sokolany

## Zabytki
Według rejestru zabytków NID' na listę zabytków wpisane są obiekty:
- teren części miasta, XVI, nr rej.: 74 (80) z 10.01.1967
- kościół św. Jana Apostoła i Ewangelisty, 1520, 1710, nr rej.: 203 z 20.10.1966
- lamus plebański, drewn., pocz. XIX, nr rej.: 17 (23) z 22.01.1953
- budynek szpitalny, ul. Grodzieńska 96, 1910, nr rej.: A-225 z 19.03.2009
- dom Klattów, ul. Kościelna 6, drewn., 2 poł. XVIII, nr rej.: 389 z 14.02.1977
- pozostałości parku dworskiego, XVI, nr rej.: 637 z 25.11.1986

Pozostałe obiekty:
- pomnik króla Zygmunta Augusta na rynku miejskim
- pozostałości założenia dworskiego z XVI w. (gdzie zmarł król Zygmunt August) przy ul. Białostockiej
- pozostałości kirkutu przy ul. Białostockiej
- cmentarz prawosławny z XIX w. (przy drodze do Krypna Kościelnego)[14]
- cmentarz rzymskokatolicki z XIX wieku[15]
- dom z XIX w. przy ul. Białostockiej – dawniej manufaktura tkacka, koszary, sąd, ostatnio internat
- drewniana kapliczka słupowa z rzeźbą św. Jana Nepomucena na ul. Grodzieńskiej[16]

## Galeria

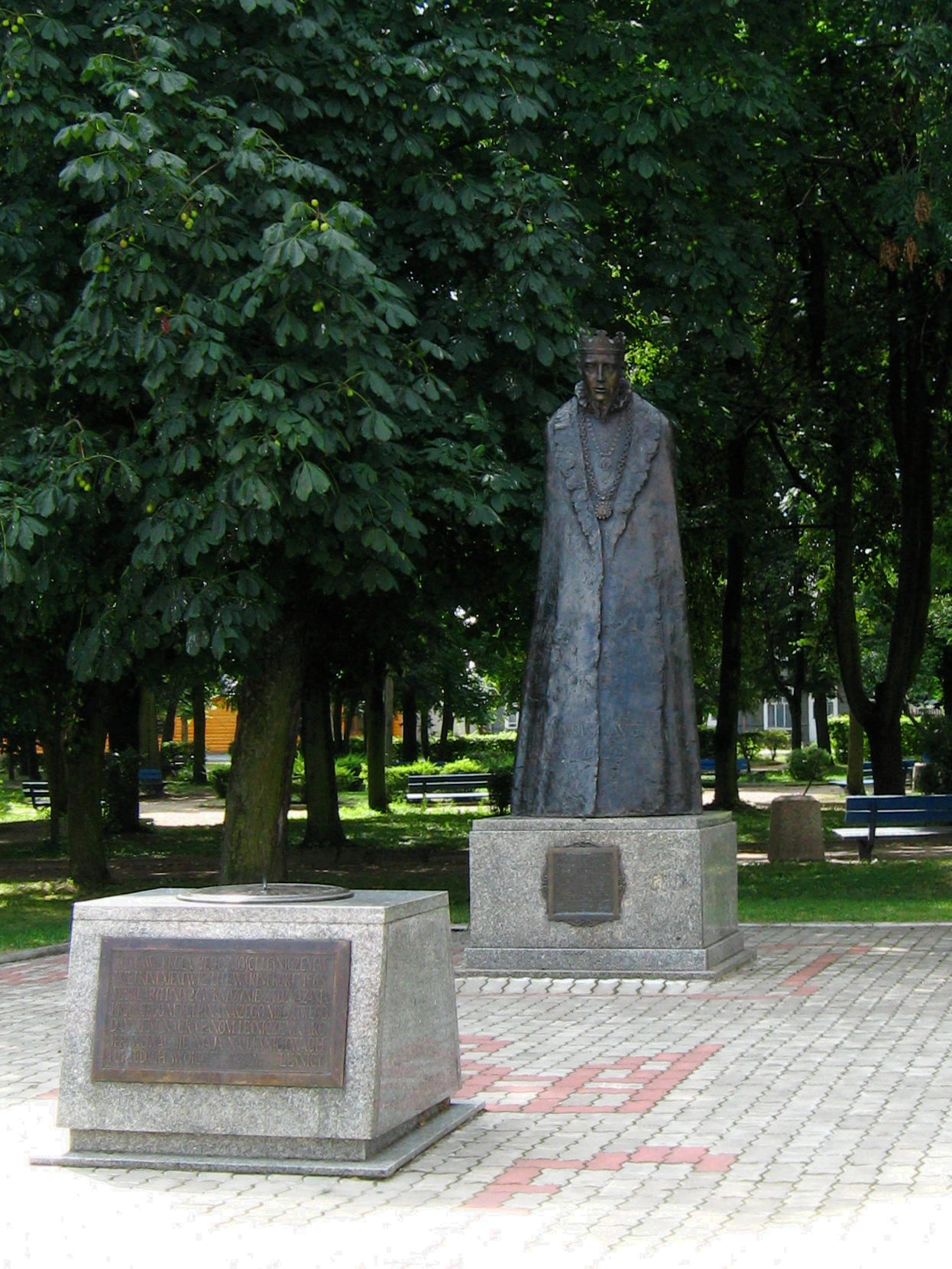
Pomnik Zygmunta Augusta
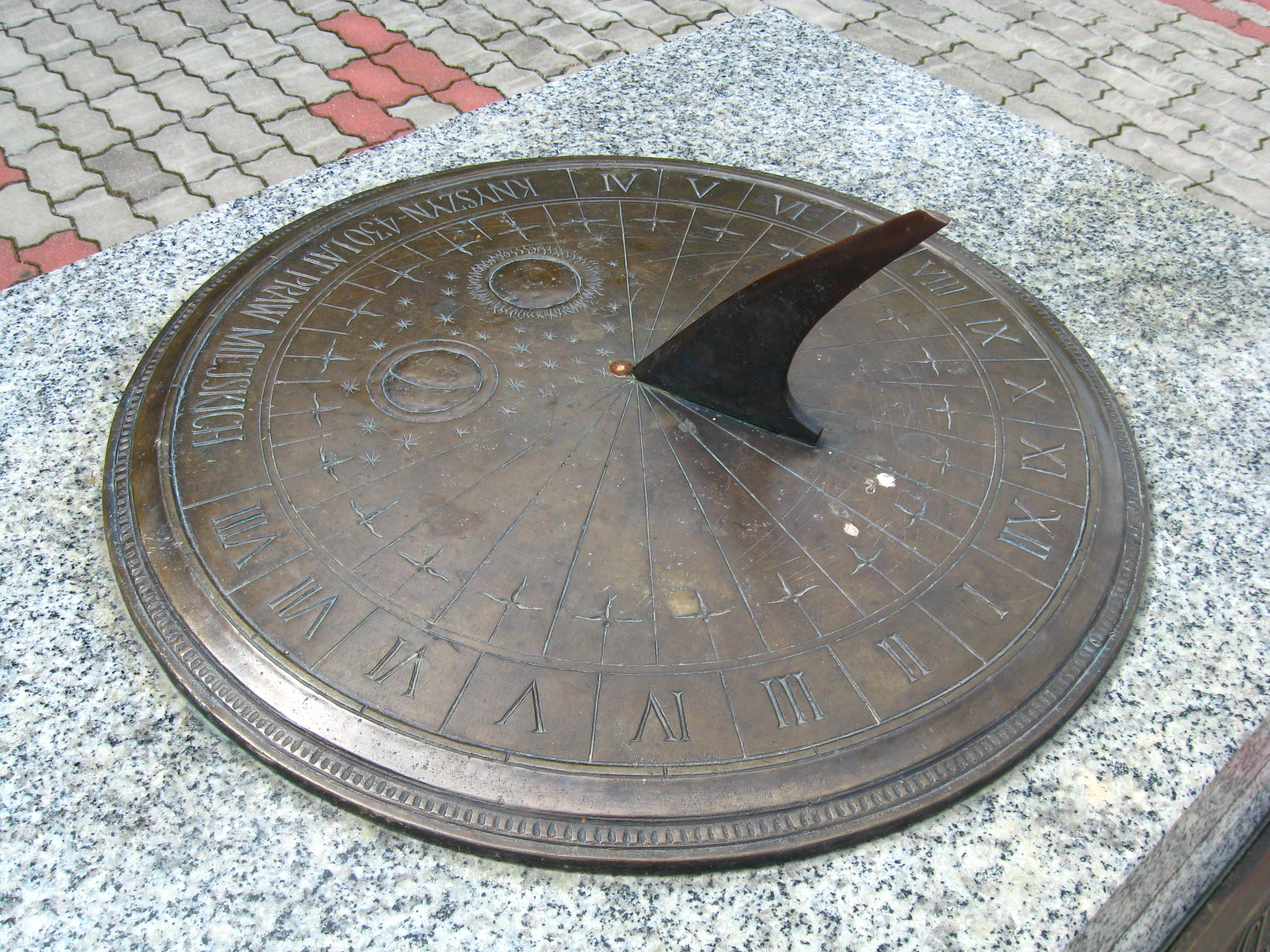
Zegar słoneczny
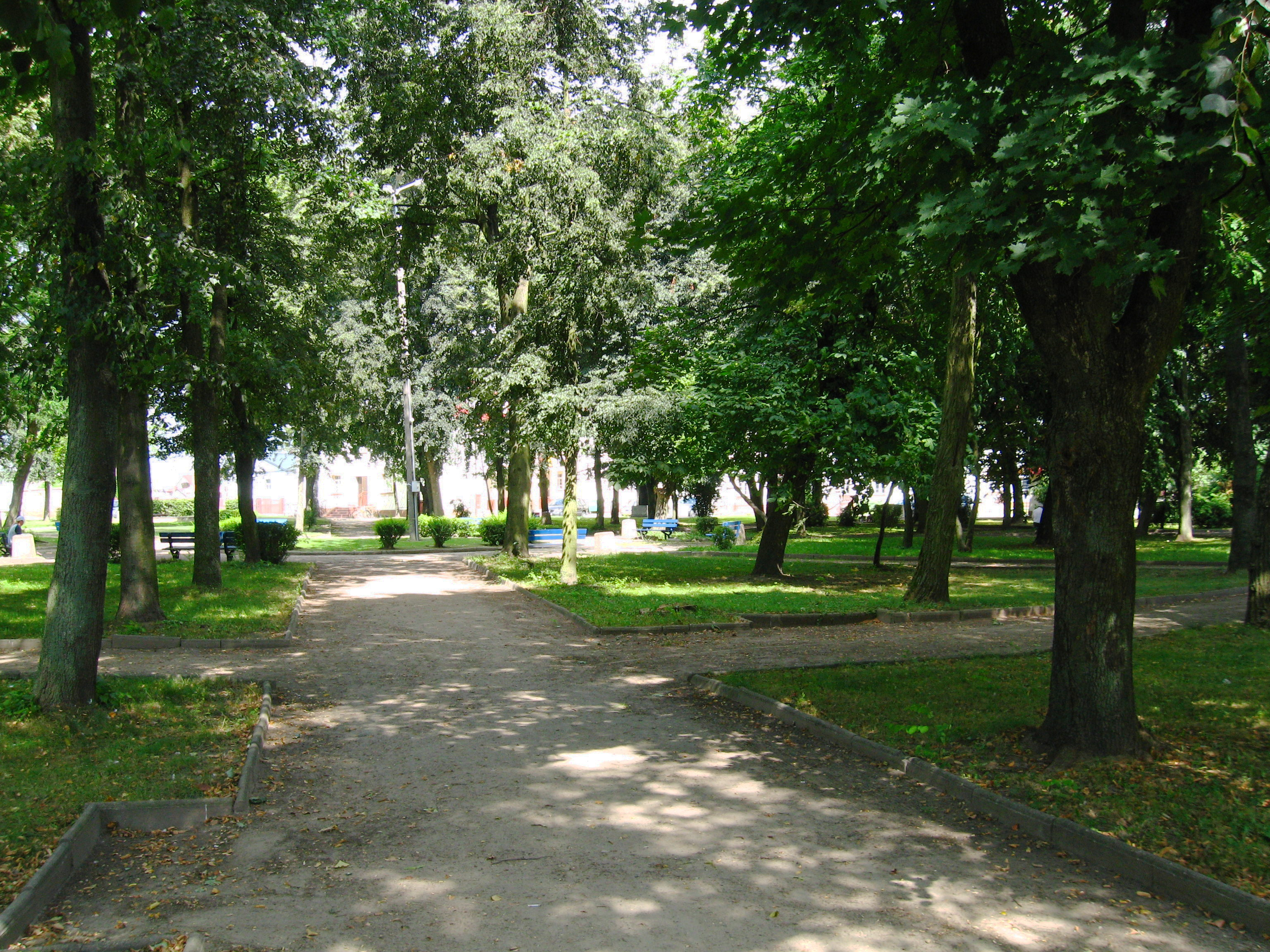
Rynek
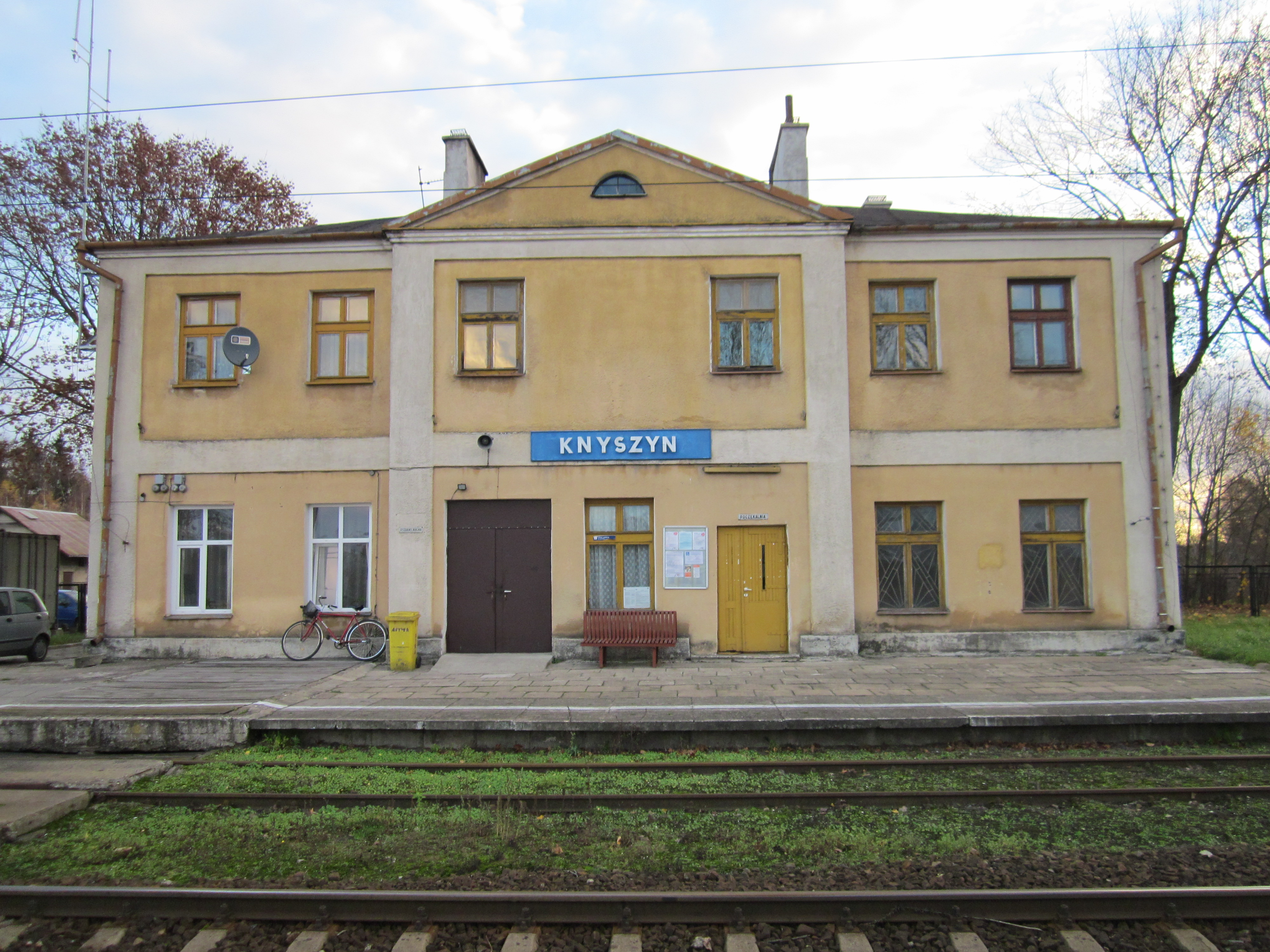
Stacja kolejowa w Knyszynie
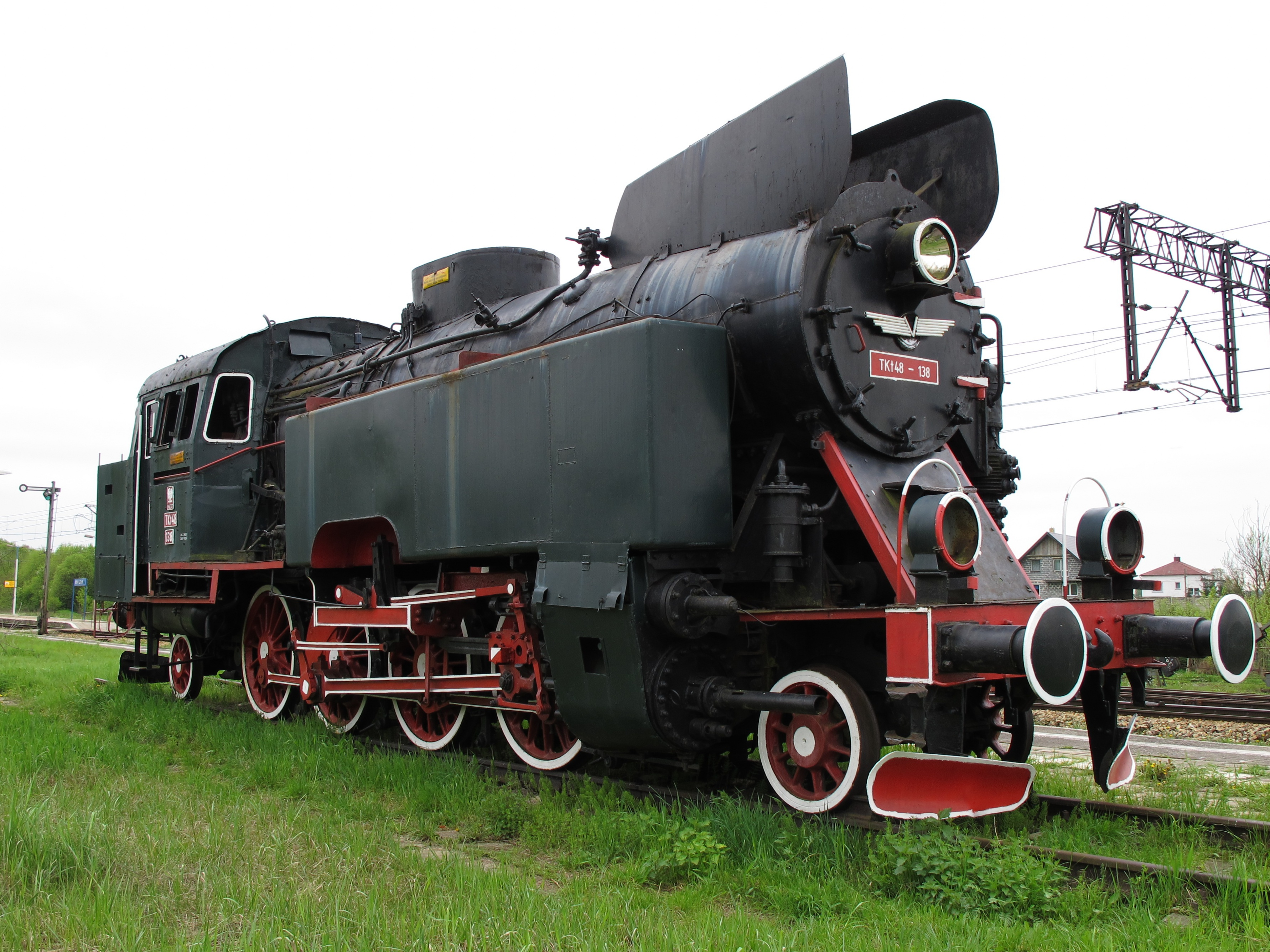
Parowóz TKt48 na stacji kolejowej w Knyszynie
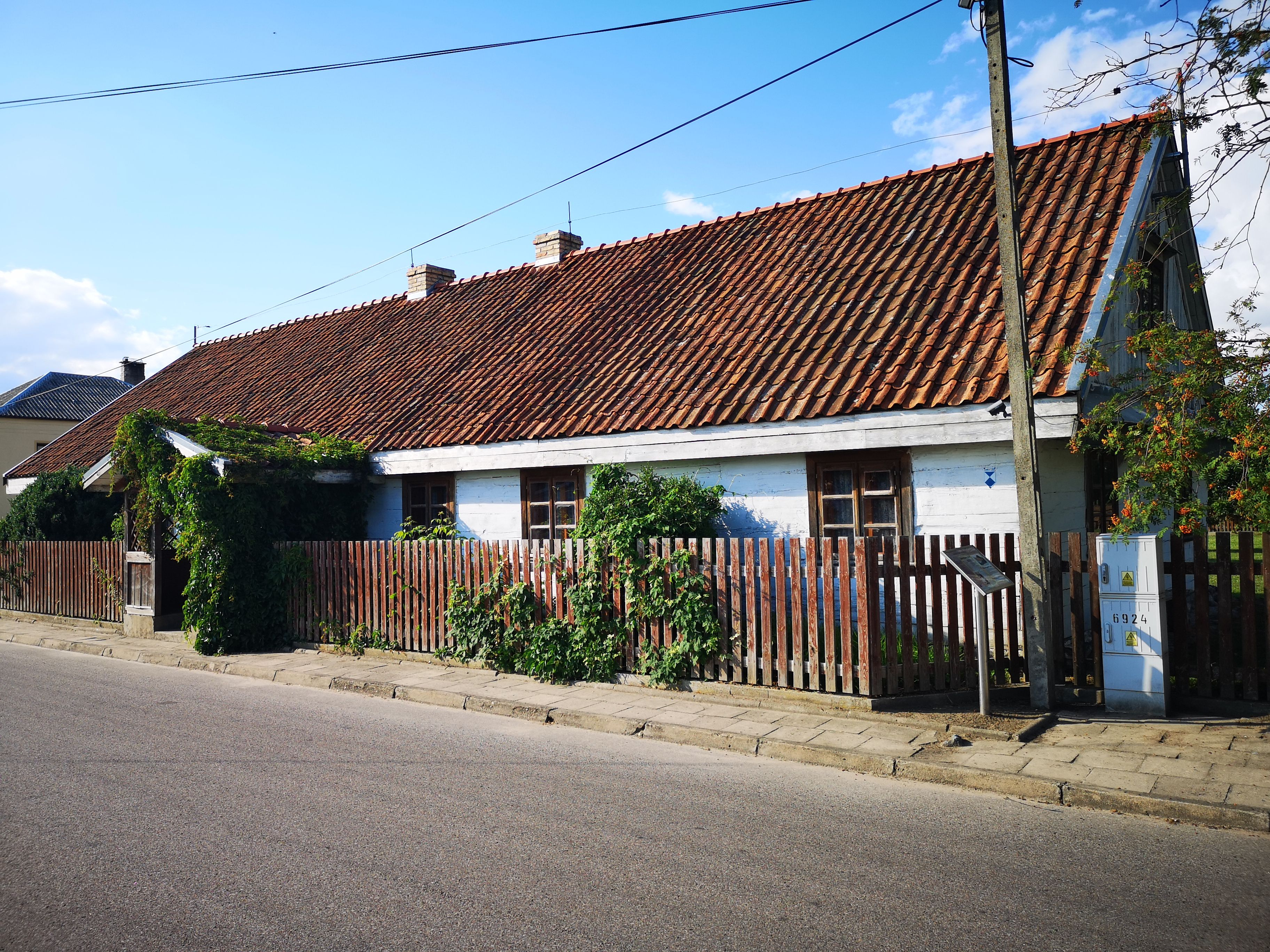
Zabytkowy dom z XVIII w. w Knyszynie